# Östmarks distrikt
Östmarks distrikt är ett distrikt i Torsby kommun och Värmlands län. Distriktet ligger omkring Östmark i norra Värmland och gränsar till Norge.

## Tidigare administrativ tillhörighet
Distriktet inrättades 2016 och utgörs av Östmarks socken i Torsby kommun.
Området motsvarar den omfattning Östmarks församling hade vid årsskiftet 1999/2000.

## Tätorter och småorter
I Östmarks distrikt finns en småort men inga tätorter.

### Småorter
- Östmark